# Vena göl
Vena göl är en sjö i Hultsfreds kommun i Småland och ingår i Viråns huvudavrinningsområde.